# Ташкентский уезд
Ташкентский (бывший Кураминский) уезд — административно-территориальная единица в Российской империи.
Занимал юго-восточную часть Сырдарьинской области и граничил на юге с областями Самаркандской и Ферганской.
Русская колонизация в уезде достигла определённых успехов: в 1895 году было 10 русских селений, с 3408 жителями и наделом в 21525 десятин.
Южная часть Ташкентского уезда прорезывалась северной оконечностью Среднеазиатской железной дороги, в 1895 году заканчивающейся в городе Ташкенте, однако планируемой к продолжению на Чимкент и Оренбург.
Площадь уезда — 43 348 км².

## Рельеф
По рельефу Т. у. может быть разделен на две части: сев.-вост., большую — возвышенную и юго-зап., меньшую — равнинную. Гористая часть уезда состоит из западной оконечности центральной складки Тянь-Шаня, которая, образуя ряд контрфорсов, кряжей и возвышенностей, ограниченных на севере Таласским Алатау, а на юго-востоке Шокальскими горами, доходит почти до самой Сырдарьи и теряется здесь в степи. Вершины гор, состоящие из массивных пород, поднимаются местами до 10—12 тыс. фт., а в верховьях реки Чирчика до 16 тыс. фт. и несут много ледников и вечного снега. Равнинная часть уезда представляет собой обширное, покрытое лесом и лёссовидными глинами пространство вдающееся в горы в виде глубокого залива, образующего долину правых притоков Сыра pp. Чирчика, Ангрена и Келеса.

## Воды
Из рек, помимо Сырдарьи, протекающей по юго-зап. окраине уезда и пока не имеющей особого для него значения, в особенности замечателен Чирчик, берущий начало в снегах Таласского Алатау и впадающий справа в Сыр невдалеке от Чиназа. Эта многоводная река с площадью бассейна в 13900 кв. в., падением в средней части 1,5 саж. на версту и расходом в 4602 куб. фт. в сек. (2—3 августа 1880 г. у Куйлюкского моста), питает 42 оросительных канала и представляет важнейший источник орошения для Т. у.; орошаемый Чирчиком и его каналами оазис является одним из самых культурных, богатых и обильных водой во всем Туркестане. Летнее половодье реки наступает в мае и заканчивается в июле. Из выведенных из Чирчика магистральных оросительных каналов замечательны по длине и по обилию воды Кара-су, Боссу, Зах и Искандер. Проведение первых трёх каналов относится ко временам глубокой древности, а последний построен в 1887 г. вел. кн. Николаем Константиновичем. Ангрен значительно меньше Чирчика, но все же важен в ирригационном отношении; менее всех имеет значение маловодный Келес.

## Климат
Равнинные части Ташкентского уезда отличаются всеми чертами, присущими климату степей Туркестана (см. Ташкент, Сырдарьинская область), а возвышенные характеризуются сравнительно суровыми климатическими условиями.

## Население
По данным переписи 1897 года в уезде было 448 493 жителей (249 915 мужчин и 198 578 женщин), в том числе в городах 156 414. В самом Ташкенте насчитывалось 155 673 жителей (самый населённый город русской Средней Азии).
Распределение населения по языку в 1897 году (определение языков соответствует лингвистике 19 века):
- киргиз-кайсацкий (современный казахский язык) — 163 105 чел.,
- неклассифицированные тюркские диалекты Ташкентского оазиса — 143 630 чел.,
- сартский (диалект современного узбекского языка) — 108 765 чел.[3],
- великорусский (современный русский язык) — 17 510 чел.,
- таджикский — 4531 чел.,
- малорусский (современный украинский язык) — 2921 чел.,
- татарский — 2616 чел.,
- польский — 2214 чел.,
- еврейский — 1465 чел.,
- немецкий — 1062 чел.,
- персидский — 613 чел.,
- узбекский (диалект современного узбекского языка) — 511 чел.[3][1]

## Сельское хозяйство

### Земледелие
Вследствие климатических условий основой местного земледелия является искусственное орошение полей, без коего ценные культуры невозможны; в возвышенной части уезда, где осадков выпадает больше, пшеница и ячмень сеются местами под дождь. Орошенной земли в Т. у. 282205 дес.: из них занято усадьбами (не считая г. Ташкента), садами, виноградниками и насаждениями строевого леса 10556 дес., рисовыми полями 71087 дес., остальными посевами 200563 д. Всего больше сеется пшеницы (до 100000 дес.), затем рису; хлеб этот возделывается преимущественно по левому берегу р. Чирчика и в дол. р. Ангрена и за удовлетворением местных нужд вывозится в северные уезды Сырдарьинской области и в Семиреченскую область. Ячмень занимает до 35000 дес.; он служит, главным образом, для корма скота, заменяя овес, разведение коего едва начинается русскими переселенцами. Посевы хлопчатника занимали в 1900 г. 32000 дес., с урожаем в 1766000 пд. сырца. Разводятся ещё маш (Phaseolus mungo), табак, лен на семя, конопля, кукуруза, просо, кунжут и проч.; посевы дынь, арбузов, огурцов, лука и др. овощей занимают значительное пространство; продукты бахчеводства имеют важное продовольственное значение. Садоводство (абрикос, персик, шелковица, слива, грецкий орех и др.) и виноградарство развиты значительно; виноделие существует в Ташкенте и его окрестностях, где русскими предпринимателями выделывается ок. 15000 вед. вина в год. В этом же районе существует и культура хмеля для местного пивоварения и разводятся высшие породы табака. Шелководство развито сравнительно слабо.

### Животноводство
Скотоводство развито преимущественно у кочевого населения; лошадей всего 58120, верблюдов — 9860, рогатого скота — 129710 гол., овец — 253170, коз — 86600, ослов — 5120, свиней — 200.

## Промышленность
Фабрично-заводская промышленность сосредоточена исключительно в Ташкенте и его ближайших окрестностях и особого развития не имеет; между заводами одно из первых мест занимают хлопкоочистительные, которых в уезде, с г. Ташкентом, 16. Фабрично-заводских и промышленных заводов, без г. Ташкента, 18, с производством на 721150 руб. (1895). Значительно большую роль играют в жизни местного населения кустарные промыслы, заключающиеся преимущественно в производстве различных предметов домашнего обихода из местного сырья. Кочевое население занимается обработкой шерсти (веревки, мешки, ткани, ковры и проч.), оседлое — производством весьма разнообразных предметов (изделия из дерева и металлов, обувь, седла и др.).